# 年陡镇
年陡镇，是中华人民共和国安徽省马鞍山市当涂县下辖的一个乡镇级行政单位。

## 行政区划
年陡镇下辖以下地区：
年丰社区、查湾社区、年陡村、里桥村、港东村、官碾村、竹塘村、公元村、查联村、正觉村、钟山村、钓鱼村、太仓村和常韦村。